# 1. FFC Turbine Potsdam
Der 1. FFC Turbine Potsdam (vollständiger Name 1. Frauenfußballclub Turbine Potsdam 71 e. V.) ist ein Fußballverein aus der brandenburgischen Landeshauptstadt Potsdam. Er ging aus dem am 3. März 1971 innerhalb der BSG Turbine Potsdam gegründeten Frauenfußballteam hervor. Als eigenständiger Verein existiert der 1. FFC Turbine Potsdam seit dem 1. April 1999. Die Farben des Vereins sind Blau und Weiß.
Mit zwei Europapokalsiegen, sechs gesamtdeutschen Meisterschaften, sechs DDR-Meisterschaften und drei gesamtdeutschen Pokalsiegen gehört der 1. FFC Turbine zu den erfolgreichsten Vereinen im deutschen und europäischen Frauenfußball. Der 1. FFC Turbine ist der einzige Verein aus den neuen Bundesländern, der eine gesamtdeutsche Fußballmeisterschaft im Erwachsenenbereich gewinnen konnte.

## Geschichte

### Bis 1978: Die Anfänge

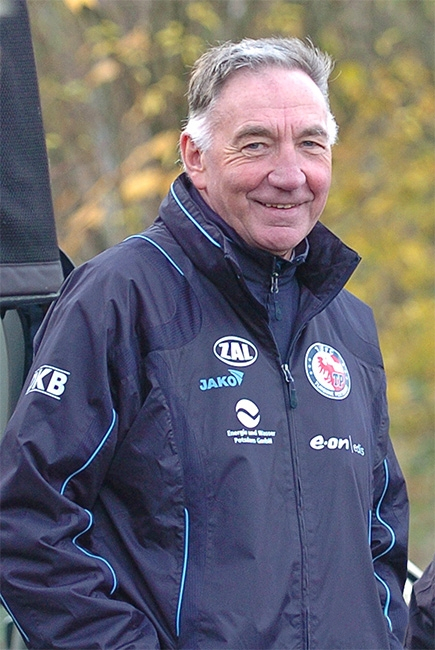
Bernd Schröder, Trainer 1971–1992 und 1997–2016

Die BSG Turbine Potsdam wurde 1955 innerhalb der Sportvereinigung Turbine gegründet. Trägerbetrieb der Betriebssportgemeinschaft war der VEB Energieversorgung Potsdam (EVP). Die männlichen Fußballer spielten nur mit mäßigem Erfolg auf lokaler Ebene. Während der Silvesterfeier des Betriebes im Jahre 1970 sprachen die Mitarbeiter über die schlechten Leistungen der Mannschaft. Einige Mitarbeiterinnen kritisierten ebenfalls die Mannschaft. Ihre Meinung wurde von den männlichen Kollegen jedoch zurückgewiesen. Beim Thema Fußball haben die Frauen zu schweigen, so der Tenor.
Wenige Tage später hing an der Wandzeitung des Betriebes ein anonym verfasster Zettel, dessen Urheber bis heute nicht ermittelt werden konnte.

„Gründen Frauen Fußball Mannschaft. Bitte melden. 3. März 1971. 18 Uhr im Klubhaus Walter Junker.“

Bei besagter Versammlung am 3. März 1971 wurde die Sektion Frauenfußball gegründet. Eher zufällig wurde Bernd Schröder Trainer des Teams. Eigentlich wollte er an jenem Abend nur etwas essen. In einem Interview zum 40-jährigen Vereinsjubiläum erklärte Schröder, dass er heute nicht mehr weiß, warum er das Traineramt übernahm. Bereits am nächsten Tag stand das erste Training auf dem Programm. Am 25. Mai 1971 trug das Team bei der BSG Empor Tangermünde ihr erstes Spiel aus, welches mit 3:0 gewonnen wurde. Nach einem weiteren Sieg bei der BSG Stahl Hennigsdorf fand am 12. Juni 1971 das erste Heimspiel statt. Wieder ging es gegen Tangermünde, und die „Turbinen“ gewannen mit 5:1. Ende des Jahres gab es beim 1:2 in Halberstadt die erste Niederlage im 13. Spiel.
Ein Jahr später wurde erstmals eine Bezirksmeisterschaft ausgespielt, die Turbine überlegen für sich entscheiden konnte. Schröder war ständig auf der Suche nach talentierten Spielerinnen. Dabei konzentrierte er sich nicht nur auf Spielerinnen anderer Vereine, sondern auch auf Leichtathletinnen, die mangels Perspektive oder aus anderen Gründen von den Kaderschmieden aussortiert wurden. Da Schröder mittlerweile eine gehobene Position innerhalb des VEB innehatte, konnte er den Spielerinnen ohne großen Aufwand Arbeitsplätze und Wohnungen besorgen. Geld war zu dieser Zeit allerdings knapp. Die Spielerinnen mussten teilweise die Trikots selbst besorgen und die Vereinsembleme eigenhändig aufnähen. So kam es vor, dass das Turbine-Wappen auf den Trikots mal links, mal in der Mitte oder rechts angebracht war.

### 1979–1990: Erste Erfolge
| 1979 | nicht qualifiziert |
| 1980 | Vorrunde           |
| 1981 | Sieger             |
| 1982 | Sieger             |
| 1983 | Sieger             |
| 1984 | Zweiter            |
| 1985 | Sieger             |
| 1986 | Sieger             |
| 1987 | Dritter            |
| 1988 | Zweiter            |
| 1989 | Sieger             |
| 1990 | Dritter            |
| 1991 | Dritter            |

Historisches Logo der BSG Turbine

1979 wurde erstmals eine sogenannte DDR-Bestenermittlung im Frauenfußball ausgespielt. Die BSG Turbine ging als Favorit in die Ausscheidungsspiele, verpasste jedoch das Finalturnier. Auch die zweite Ausgabe des Wettbewerbs fand ohne die Potsdamer statt, und Schröder geriet immer mehr unter Druck. Die Bestenermittlung 1981 sollte in Potsdam stattfinden. Akribisch gestaltete der Trainer die Vorbereitung mit fünf Trainingseinheiten pro Woche und einem Trainingslager an der Ostsee. Das Team qualifizierte sich nur mühsam für das Finalturnier.
Ungeschlagen und mit nur einem Gegentor beendete Turbine das Turnier als Sieger. Pro Spielerin gab es eine Prämie von 50 Mark, und Schröder wurde als „Aktivist der sozialistischen Arbeit“ ausgezeichnet. Auch 1982 und 1983 gewann das Team die Bestenermittlung. Sabine Seidel wurde zum ersten „Star“ des DDR-Frauenfußballs. Während sich in der DDR nur noch wenige gleichwertige Gegnerinnen fanden, wurden vermehrt ausländische Vereine auf die Erfolge der Potsdamerinnen aufmerksam. Einladungen für Turniere in den Niederlanden und Italien wurden jedoch abgefangen, da die Sportfunktionäre den „Freizeitsportlerinnen“ Reisen ins kapitalistische Ausland untersagten.
Mit einer List erschlich sich Schröder die erste Auslandsreise seines Teams. Er bat den ungarischen Veranstalter, auf der Einladung einfach die Teilnehmerliste zu ändern. Statt des USC Landhaus Wien und Dinamo Zagreb standen nun Lewski Sofia und Sparta Prag auf der Liste. Der Trick funktionierte, und Turbine durfte fahren. Allerdings wurde das Team von einem Parteifunktionär begleitet. Der durchschaute das Spiel, und Schröder wurde nach der Rückkehr für ein Jahr international gesperrt. Nach Ablauf der Sperre erhielt der Verein eine Einladung aus Polen. Diesmal fälschte Schröder persönlich die Teilnehmerliste, um sich eine Reisegenehmigung zu erschleichen. In Breslau angekommen, kam es zu einem Eklat, als der mitgereiste Parteifunktionär die Gastgeber aufforderte, die anwesenden Teams aus Westeuropa nach Hause zu schicken. Man einigte sich darauf, dass Turbine ein Freundschaftsspiel gegen die Gastgeberinnen austrug. Schröder durfte nach der Rückkehr zwar Trainer bleiben, aber dem Team wurde bis auf weiteres jede Auslandsreise untersagt.
Auf nationaler Ebene belegten die „Turbinen“ nach drei Titeln in Folge 1984 erstmals den zweiten Platz. Das Team war punkt- und torgleich mit der BSG Motor Halle und der BSG Rotation Schlema. Halle wurde durch zwei mehr geschossene Tore Meister. 1985 kam es zu einer Modusänderung. Statt einer Endrunde mit fünf Teams spielten die 15 Bezirksmeister nun in vier Gruppen die Halbfinalisten aus, die dann im K.-o.-System die Finalisten ausspielten. Auf dem Weg ins Finale gewann Turbine alle Spiele und traf im Finale auf die BSG Wismut Karl-Marx-Stadt. Nach Toren von Seidel und Brüdgam wurde die vierte DDR-Meisterschaft gefeiert. Ein Jahr später wiederholte das Team das Kunststück, alle Spiele der Bestenermittlung zu gewinnen. Im Finale schlug Schröders Team die BSG Motor Halle mit 4:1. 1987 verpasste Turbine als Gruppenzweiter hinter Karl-Marx-Stadt das Endspiel, welches zum ersten Mal seit 1980 ohne Potsdamer Beteiligung stattfand.
siehe Spieldaten des Meisterschaftsfinals 1985, 1986
Im Sommer 1987 wurde der Modus wieder geändert. Der Deutsche Fußball-Verband führte eine zweigleisige Oberliga ein. Die beiden Staffelsieger ermittelten dann in Hin- und Rückspiel den DDR-Meister. Ohne Punktverlust schloss Turbine die Saison in der Nordstaffel ab und traf im Finale auf die BSG Rotation Schlema. Das Hinspiel in Schlema wurde mit 0:3 verloren. Im Rückspiel auf eigenem Platz führten die „Turbinen“ zur Halbzeit mit 2:0 und es keimte noch einmal Hoffnung auf. Kurz nach Wiederanpfiff erzielte Guderian den Anschlusstreffer für die Sächsinnen. Sabine Seidel erhöhte zwar noch einmal auf 3:1, aber für den sechsten Meistertitel war das nicht genug.
siehe Spieldaten des Meisterschaftsfinals 1988
Schon ein Jahr später konnte Turbine erfolgreich Revanche nehmen. Wieder hieß der Finalgegner Rotation Schlema. Im heimischen Karl-Liebknecht-Stadion kamen die „Turbinen“ zu einem 3:1-Sieg. Ines Kulick erzielte dabei alle drei Tore ihres Teams. Das Rückspiel wurde zwar mit 2:3 verloren, dennoch reichte dies für die sechste und letzte DDR-Meisterschaft. Die Potsdamer Spielerin Hoffmeister sorgte dabei für ein Kuriosum. Zunächst brachte sie ihr Team mit 2:1 in Führung, sorgte aber wenige Minuten später durch ein Eigentor für den zwischenzeitlichen Ausgleich.
siehe Spieldaten des Meisterschaftsfinals 1989
Nach der Saison kam es zu einem Umbruch in dem Team. Zahlreiche Leistungsträgerinnen beendeten altersbedingt ihre Karrieren, und Schröder musste das Team verjüngen. Der Fall der Berliner Mauer hatte auch Konsequenzen für den Sport. Da sich der VEB kein Betriebssportteam mehr leisten konnte, wurde am 1. Januar 1990 die BSG in den SSV Turbine Potsdam überführt. Am 5. Januar 1990 gewann Schröders Team im Rahmen des Berliner Hallenturniers ein Einlagespiel gegen den VfB Lichterfelde. Es war das erste Spiel gegen ein westdeutsches Team. Einen Tag später düpierten die „Turbinen“ die westdeutschen Spitzenteams bei einem Turnier in Hagen.
Langsam begannen die Westvereine, sich für die Spielerinnen von Turbine zu interessieren. Zu einem Exodus wie bei den Männern kam es nicht, da die Westvereine nicht alle Versprechungen hielten. Den Titel konnte Turbine nicht verteidigen. Beide Spiele gegen die BSG Post Rostock gingen verloren, und das Endspiel wurde als Gruppenzweiter verpasst. In der Saison 1990/91 ging es um die Qualifikation für die Bundesliga. Nur die zwei erstplatzierten Teams sollten sich qualifizieren. Der Verein schloss die Saison als Dritter ab, und die „Turbinen“ waren erstmals zweitklassig. Im Pokal des Demokratischen Frauenbundes erreichte das Team 1991 erstmals das Finale, welches die „Turbinen“ mit 0:2 verloren
siehe Spieldaten des Pokalfinals 1991

### 1991–1997: Nach der Wiedervereinigung
| 1971–1992 | Bernd Schröder           |
| 1992–1993 | Peter Raupack            |
| 1993–1994 | Frank Lange              |
| 1995      | Sabine Seidel            |
| 1995–1997 | Lothar Müller            |
| 1997      | Eckhard Düwiger          |
| 1997–2016 | Bernd Schröder           |
| 2016–2020 | Matthias Rudolph         |
| 2020–2022 | Sofian Chahed            |
| 2022      | Sebastian Middeke        |
| 2022      | Dirk Heinrichs (interim) |
| 2022–2023 | Sven Weigang             |
| 2023      | Dirk Heinrichs (interim) |
| 2023–2024 | Marco Gebhardt           |
| 2024-     | Kurt Russ                |

Mit drei Punkten Vorsprung auf den 1. FC Lübars wurde Turbine Meister der Oberliga Nordost. Die folgende Aufstiegsrunde entwickelte sich zu einem Desaster. Am Ende sprang für die „Turbinen“ nur ein Unentschieden gegen den STV Lövenich heraus. Am Ende der Saison 1991/92 trat Schröder nach 21 Jahren Tätigkeit als Trainer zurück und übernahm den Managerposten. Zu dieser Zeit plagten finanzielle Sorgen den Verein und das Umfeld. Die Spielerinnen verloren ihre Arbeitsplätze, und manchmal wusste der Verein nicht, ob er sich überhaupt die Fahrt zum nächsten Auswärtsspiel leisten konnte. Peter Raupach übernahm ohne großen Erfolg das Traineramt und belegte mit dem Team lediglich den vierten Platz. 1993 holte Schröder Frank Lange zum Verein. Mit ihm kam der Erfolg zurück. In der Winterpause verpflichtete der Verein mit zwei Russinnen erstmals ausländische Spielerinnen. Diese erwiesen sich als wesentliche Verstärkung, und Turbine wurde Meister. Nach einem 3:2-Sieg über die SG Wattenscheid 09 konnte bereits nach vier von sechs Spieltagen der Aufstiegsrunde gefeiert werden. Hochkarätige Neuverpflichtungen waren aus finanziellen Gründen nicht möglich; dennoch ging der Verein mit viel Optimismus in die erste Bundesligasaison.
Am ersten Spieltag der Saison 1994/95 kam der FC Rumeln-Kaldenhausen ins Karl-Liebknecht-Stadion. Den Gästen gelang ein 11:0-Kantersieg. Während der gesamten DDR-Zeit hatte Turbine kein einziges Heimspiel verloren. Es folgten weitere Pleiten im Pokal und in der Liga, und die Kritik an Lange wuchs von Spiel zu Spiel. Am 20. November 1994 endete Langes Trainerzeit mit einem Eklat. Vor dem Spiel gegen den FC Eintracht Rheine erwähnte Manager Schröder in einem Privatgespräch mit Rheines Trainer Alfred Werner, dass Lange bei einer weiteren Niederlage entlassen werde. Rheine gewann das Spiel mit 3:0. Während der Pressekonferenz passierte zunächst nichts. Nach der Pressekonferenz nahm Schröder Lange an die Seite, um die Situation unter vier Augen zu besprechen. Umringt von der Presse und den Spielerinnen, die in der Zwischenzeit Wind von der möglichen Demission bekamen, verkündete Schröder die Trainerentlassung. Aus Protest kündigten einige Spielerinnen an, nicht mehr für Turbine spielen zu wollen.
Die ehemalige Turbine-Spielerin Sabine Seidel übernahm daraufhin für den Rest der Saison das in Abstiegsgefahr schwebende Team. Um das Team zu verstärken, wurden drei weitere russische Spielerinnen geholt. Mit einem Kraftakt schob sich das Team noch auf den sechsten Tabellenplatz und konnte die Klasse halten. Auch wenn es sportlich mittlerweile besser lief, wollten sich die neuen Russinnen nicht integrieren. Zum Saisonende war das Trio wieder in die Heimat geflogen, und Turbine brauchte einen neuen Trainer. Über den Teambetreuer stellte der Verein Kontakt zu Lothar Müller her. Mit seiner Verpflichtung wurde Turbine auch für (West-)Berliner Spielerinnen interessant, die Turbine bisher aufgrund der Lage in der ehemaligen DDR geringschätzig behandelt hatten. Die Saison 1995/96 schlossen die „Turbinen“ zwar wieder auf dem sechsten Platz ab, konnten aber die Zahl der Gegentore erheblich senken. Darüber hinaus schlug das Team den Gruppensieger Grün-Weiß Brauweiler zu Hause mit 3:2 und konnte damit einen Achtungserfolg erzielen.
In der Saison 1996/97 ging es um die Qualifikation für die eingleisige Bundesliga. Nur die ersten Vier qualifizierten sich direkt für die neue Klasse. Sportlich wurde die Saison zu einer Achterbahnfahrt, und am Ende sprang nur der fünfte Platz für Potsdam heraus. Nun ging es in die Relegation, wo Turbine auf die SG Wattenscheid 09, den WSV Wolfsburg und Hertha Zehlendorf traf. Am vorletzten Spieltag schaffte das Team von Lothar Müller durch einen 2:0-Sieg gegen Wattenscheid die Qualifikation für das Oberhaus. Erstmals erreichte der Verein das Halbfinale im DFB-Pokal. Auf eigenem Platz unterlag das Team dem FC Eintracht Rheine mit 2:3. Wieder begann eine Trainerdiskussion, und der Verein beschloss, einen hauptamtlichen Trainer einzustellen. Die Wahl fiel auf Eckhard Düwiger, der kurz zuvor beim Spandauer SV entlassen wurde.

### 1997–2005: Der Weg zum Spitzenverein

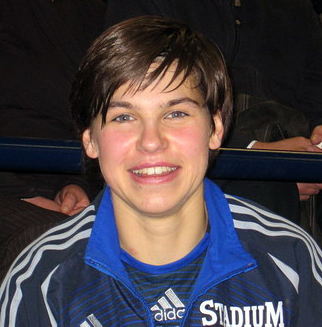
Ariane Hingst

Mit Ariane Hingst von Hertha Zehlendorf konnte der Verein eine Nationalspielerin verpflichten. Die Sache gestaltete sich sehr schwierig. Hingst musste zu einem Bundesligisten wechseln, wenn sie weiter in dem Nationalteam spielen wollte. Mit Hertha Zehlendorf verpasste sie den Aufstieg, Tennis Borussia Berlin stieg aus der Bundesliga ab. Nur sehr widerwillig ging sie in den „Osten“. Hingst wahrte in den ersten Monaten eine gewisse Distanz zu ihren Teamkameradinnen. Die Situation änderte sich, nachdem der Trainer ausgetauscht wurde. Ein Hauptsponsor musste Konkurs anmelden, und der Verein konnte sich Düwigers Gehalt nicht mehr leisten. Kurzerhand wurde der Vertrag mit dem Trainer aufgelöst, und Bernd Schröder übernahm wieder das Training. Schröder ließ die Nachlässigkeiten seiner Nationalspielerin nicht zu und setzte Hingst gelegentlich auf die Bank, wenn er mit ihr unzufrieden war. Im Laufe der Saison kehrte Conny Pohlers vom TuS Niederkirchen zurück. Die erste Saison der eingleisigen Bundesliga beendete die Turbine auf Platz sechs, und der langsame Aufstieg begann.
In der Saison 1998/99 wurden die Weichen für die späteren Erfolge gestellt. Am 12. März 1999 beschlossen die Mitglieder der Frauenfußballabteilung im Klubhaus der MEVAG (Märkische Energieversorgung AG) die Loslösung vom SSV Turbine Potsdam und die Gründung eines eigenständigen Vereins unter dem Namen 1. FFC Turbine Potsdam zum 1. April 1999. Sportlich schob sich der Verein auf den vierten Platz vor und erreichte erstmals eine ausgeglichene sportliche Bilanz. Während der Saison kam es zu einem bemerkenswerten 4:4-Unentschieden gegen den 1. FFC Frankfurt. Die Frankfurterinnen führten bereits mit 4:0, bevor die Turbinen das Spiel beinahe noch drehten. Mit diesem Spiel begann eine Rivalität der beiden Vereine. Im Pokal erreichte das Team zum zweiten Mal das Halbfinale und verlor dieses beim FCR Duisburg mit 2:0. Zu einem ungewöhnlichen Spiel kam es am 29. Mai 1999, als die „Turbinen“ zu einem Benefizspiel gegen die Männermannschaft des SV Babelsberg 03 antraten. Der Erlös wurde für Flüchtlinge aus dem Kosovo gespendet. Bis heute trägt Turbine regelmäßig Freundschaftsspiele gegen Männerteams bzw. männliche Jugendteams aus.
Die letzte Saison im alten Jahrtausend wurde wieder auf Platz vier abgeschlossen. Zum ersten Mal wiesen die „Turbinen“ eine positive Bilanz auf und erstmals blieb das Team im Karl-Liebknecht-Stadion ungeschlagen. Zu Saisonbeginn ernannte Bernd Schröder Ariane Hingst zur Teamkapitänin, um ihr mehr Verantwortung zu übertragen, was sich in den folgenden Jahren auszahlen sollte. Ebenfalls im Jahr 2000 gewann der Verein die erstmals ausgespielte deutsche Meisterschaft der B-Juniorinnen. Einige dieser Spielerinnen, darunter Viola Odebrecht, schafften in der nächsten Saison den Sprung in das erste Team.
Als die Saison 2000/01 abgepfiffen wurde, stand Turbine erstmals auf dem zweiten Platz. Sie war das einzige Team, gegen das Meister 1. FFC Frankfurt nicht gewinnen konnte. Im Pokal schafften es die Potsdamerinnen erneut ins Halbfinale, wo sie im Elfmeterschießen dem FFC Flaesheim-Hillen unterlagen. Die Vizemeisterschaft sollte kein Einzelfall sein. Schon 2002 konnte der zweite Platz bestätigt werden. Zu Saisonbeginn wurde die Nationaltorhüterin Nadine Angerer von Bayern München verpflichtet, und Conny Pohlers wurde mit 27 Saisontoren Torschützenkönigin der Bundesliga. Dafür war im Pokal wieder im Halbfinale Endstation, wo Turbine sich dem späteren Absteiger Hamburger SV mit 2:3 geschlagen geben musste.

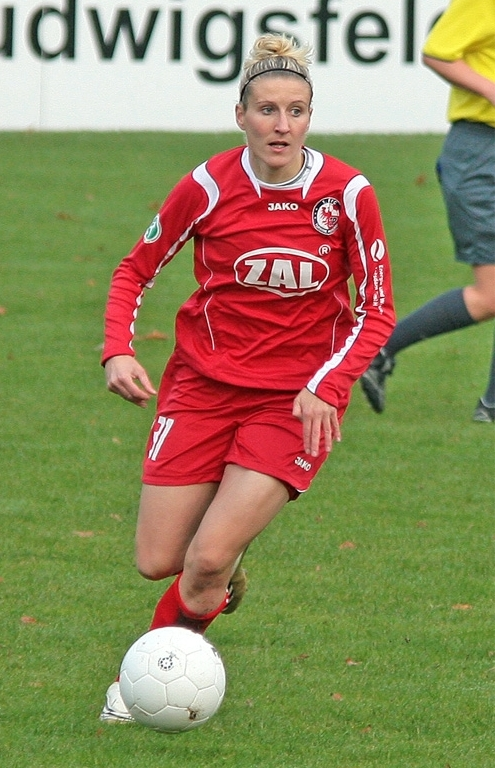
Anja Mittag

Mit hohen Investitionen wollte der Verein den Erfolg weiter steigern. Von Bayern München kam die Torjägerin Petra Wimbersky, aus Brauweiler die Jungnationalspielerin Navina Omilade und aus Aue die hochtalentierte Anja Mittag. Doch zunächst gab es eine weitere überraschende Niederlage im Pokal. In der ersten Runde mussten die „Turbinen“ zum Regionalligisten Hamburger SV und verloren mit 2:0. Dafür lief es in der Bundesliga besser, wo Turbine mit dem dominierenden 1. FFC Frankfurt auf Augenhöhe war. Die Entscheidung musste am letzten Spieltag im Karl-Liebknecht-Stadion fallen. Frankfurt hatte zwei Punkte Vorsprung und Turbine musste gewinnen, um Meister zu werden. 7.900 Zuschauer beim „Endspiel“ sorgten für einen heute noch gültigen Zuschauerrekord. Der Hessische Rundfunk und der Ostdeutsche Rundfunk Brandenburg übertrugen die Partie live und konnten zusammen eine halbe Million Zuschauer erreichen. Es entwickelte sich eine spannende Partie mit Torchancen auf beiden Seiten.
In der 89. Minute wurde Petra Wimbersky mit einem Steilpass in Richtung Frankfurter Tor geschickt. Ihr Schuss landete im Tor und im Stadion brach ein stürmischer Jubel aus. Vergebens, denn die Linienrichterin hatte Abseits angezeigt. Wenige Augenblicke später folgte der Abpfiff, und Frankfurt wurde zum dritten Mal in Folge Meister. Ob die Entscheidung korrekt war, konnte nicht geklärt werden, da die Kamera des ORB im entscheidenden Moment ausfiel. Trotzdem herrschte Zufriedenheit im Verein, denn durch die außergewöhnlich hohen Zuschauereinnahmen konnte Turbine den finanziellen Kollaps abwenden.
Turbine startete gut in die Saison 2003/04, die von der WM 2003 in den USA unterbrochen wurde. Die damalige Bundestrainerin Tina Theune-Meyer nominierte mit Nadine Angerer, Ariane Hingst, Viola Odebrecht und Conny Pohlers vier Turbine-Spielerinnen. Das deutsche Nationalteam wurde schließlich Weltmeister. In der Bundesliga eilten die Turbinen von Sieg zu Sieg und blieben schließlich auswärts ohne Niederlage. Im Pokal-Achtelfinale hieß der Gegner wieder einmal Hamburger SV. In der Verlängerung sorgte Jennifer Zietz für den Siegtreffer zum 2:1. Während der regulären Spielzeit führte der HSV lange mit 1:0, bevor Viola Odebrecht kurz vor Abpfiff mit einem Verzweiflungsschuss der Ausgleich gelang. In der Winterpause holte Turbine den ersten gesamtdeutschen Titel. Im Finale des DFB-Hallenpokals schlug Schröders Team den HSV mit 1:0 und konnte damit den Ruf des „ewigen Zweiten“ ablegen. Nach weiteren Pokalsiegen über Bad Neuenahr und Brauweiler standen die „Turbinen“ erstmals im Finale. Gegner war der Erzrivale 1. FFC Frankfurt. Von Beginn an bestimmte Turbine das Spiel und kam durch Tore von Conny Pohlers, Jennifer Zeitz und Anja Mittag zu einem 3:0-Sieg.
In der Bundesliga war der Titel ebenfalls zum Greifen nahe. Mit einem Punkt Vorsprung auf den 1. FFC Frankfurt ging das Team ins Saisonfinale. Auch dieses Jahr kam es am letzten Spieltag zum Duell der Giganten, dieses Mal in Frankfurt. Vor 4.800 Zuschauer im Stadion am Brentanobad schaffte Potsdam einen 7:2-Kantersieg und feierte den ersten gesamtdeutschen Meistertitel.
siehe Spieldaten des Pokalfinals 2004

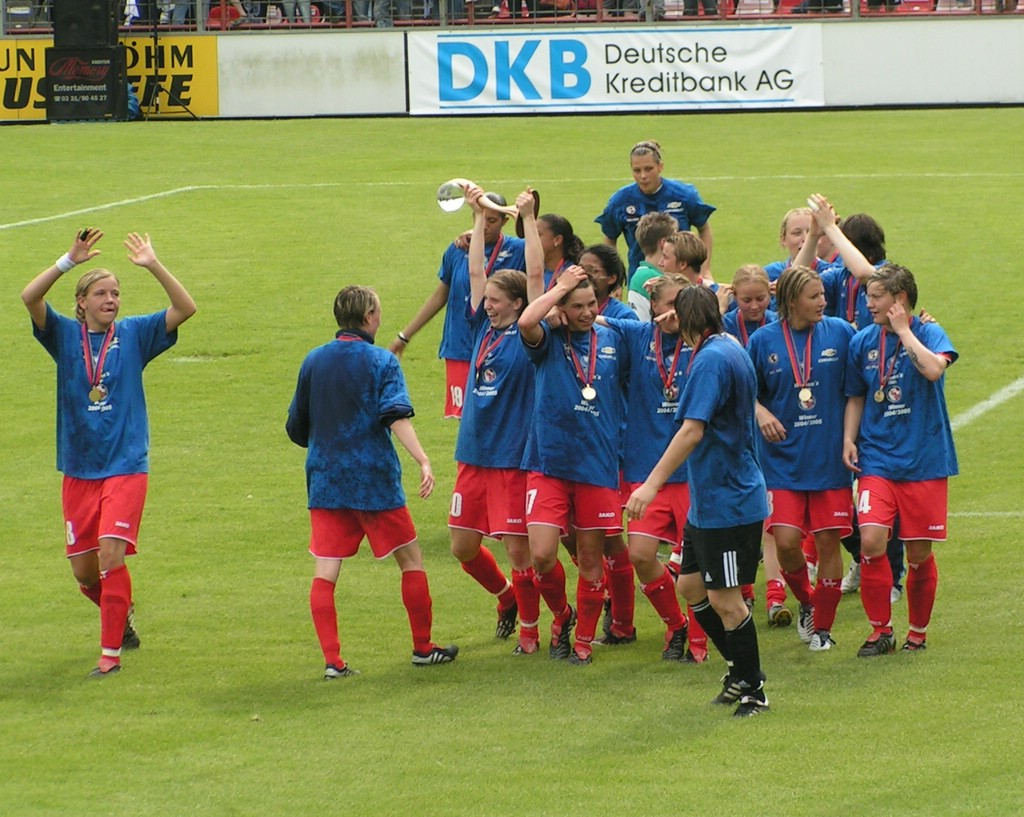
Freude über den UEFA-Cup

Neben der Titelverteidigung stand in der Saison 2004/05 die erstmalige Teilnahme am UEFA Women’s Cup an. Mit zwei deutlichen Siegen im Halbfinale gegen Trondheims-Ørn SK aus Norwegen zog Turbine ins Finale gegen den schwedischen Club Djurgårdens IF/Älvsjö. Das Hinspiel in Stockholm gewann Turbine durch Tore von Conny Pohlers und Anja Mittag mit 2:0. Vor 8.667 Zuschauern im Karl-Liebknecht-Stadion konnten die Potsdamerinnen mit einem 3:1-Sieg im Rückspiel den Europapokal gewinnen. Conny Pohlers wurde mit 14 Toren Torschützenkönigin des Wettbewerbs.
Im DFB-Pokal verteidigte Potsdam den Titel mit einem 3:0-Sieg gegen Frankfurt. Bereits in der Winterpause konnte Turbine den Erfolg im DFB-Hallenpokal durch einen 5:3-Finalsieg über die Frankfurterinnen wiederholen. In der Bundesliga erreichte der Verein wegen der ungewohnten Doppelbelastung durch den Europapokal nur den dritten Platz.
siehe Spieldaten des Pokalfinals 2005, Spieldaten der UEFA-Women’s-Cup-Finals 2005

### 2005–2012: Umbruchszeit und neue Erfolge
Trotz des Europapokalsieges starteten die „Turbinen“ schwach in die Saison 2005/06. Frankfurt führte lange Zeit die Tabelle an, ehe die Hessinnen nach einer 2:1-Niederlage beim SC Freiburg aus dem Tritt kamen. Mit einem 6:2-Sieg in Frankfurt, bei dem Conny Pohlers vier Treffer erzielte, und einem anschließenden 2:1 im Heimspiel gegen den FCR Duisburg schaffte Potsdam die Wende. Insgesamt legte Turbine eine Serie von 13 Siegen in Folge hin und holte nach einem 3:1-Sieg beim Hamburger SV die zweite gesamtdeutsche Meisterschaft. Conny Pohlers wurde mit 36 Saisontoren zum zweiten Mal Torschützenkönigin. Im DFB-Pokal hieß die Endspielpaarung zum dritten Mal in Folge Potsdam – Frankfurt. Das Endspiel 2006 war im Gegensatz zu den Vorjahren eine schwere Angelegenheit. Bei strömenden Regen spielten die Frankfurterinnen sehr defensiv. In der 79. Minute erzielte die kurz zuvor eingewechselte Isabel Kerschowski den Führungstreffer. Petra Wimbersky erzielte nach einem Konter den 2:0-Endstand.
siehe Spieldaten des Pokalfinals 2006
Im UEFA Women’s Cup kam es im Halbfinale zur Neuauflage des Endspiels von 2005. Das Hinspiel verloren die „Turbinen“ auf eigenen Platz gegen Djurgårdens IF/Älvsjö. In Stockholm sorgten die Potsdamerinnen mit einem 5:2-Sieg für die Wende und zogen ins Finale gegen den 1. FFC Frankfurt ein. Zum ersten Mal standen damit zwei Teams aus dem gleichen Land im Endspiel. Bei regnerischem Wetter gewann Frankfurt mit 4:0 und ging als haushoher Favorit ins Rückspiel, welches Frankfurt mit 3:2 gewann.
siehe Spieldaten der UEFA-Women’s-Cup-Finals 2006

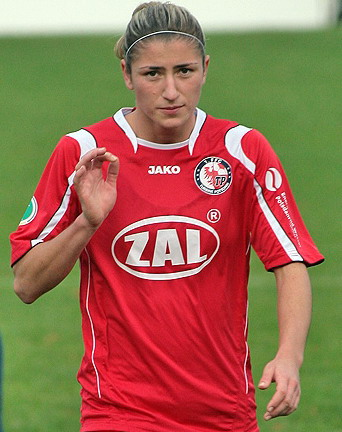
Bianca Schmidt

Nach der Saison 2005/06 wechselten mit Petra Wimbersky und Karolin Thomas gestandene Bundesligaspielerinnen nach Frankfurt. Der Start in die Saison 2006/07 misslang mit zwei Niederlagen in Essen und gegen Wolfsburg. Später wurde das Team durch Heimniederlagen gegen Frankfurt und Duisburg zurückgeworfen, was zu Unruhe innerhalb des Teams und des Umfeldes führte. In der Winterpause verließ Britta Carlson den Verein in Richtung Wolfsburg. Wie vor ihr Petra Wimbersky begründete sie ihren Schritt mit Differenzen zwischen ihr und dem Trainer. Im DFB-Pokal schied Potsdam bereits in der zweiten Runde, im Europapokal im Viertelfinale gegen Brøndby IF aus.
Der März 2007 verlief turbulent. Erst gab Ariane Hingst ihren Wechsel zu Djurgården Damfotboll bekannt. Dann folgten die Wechselankündigungen von Conny Pohlers zum 1. FFC Frankfurt und Navina Omilade zum VfL Wolfsburg. Bernd Schröder geriet ins Kreuzfeuer der Kritik. Sein Führungsstil sei zu autoritär, seine Methoden seien veraltet. Von der taz wurde Schröder gar als „Bankbrüller von Babelsberg“ verspottet. Während der Trainer die wechselwilligen Spielerinnen in der Folgezeit nur noch selten einsetzte, trumpften junge Spielerinnen wie Babett Peter und Bianca Schmidt auf. Potsdam blieben in den letzten 13 Saisonspielen ungeschlagen und belegten am Ende den dritten Platz.

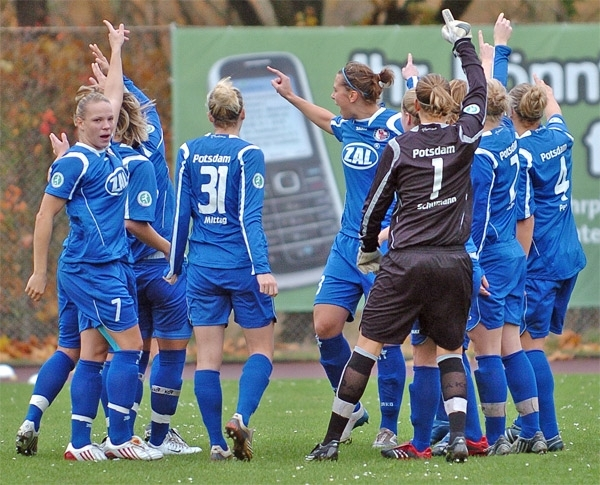
Vor dem Pokalspiel beim Mellendorfer TV

In die Saison 2007/08 ging der Verein mit einem der jüngsten Teams, die je in der Bundesliga gespielt haben. Ungeschlagen sicherten sich die Turbinen zum dritten Mal den DFB-Hallenpokal. Die Rückrunde der Bundesliga verlief dagegen durchwachsen. Durch zahlreiche Punkteverluste, darunter eine 2:7-Niederlage bei Bayern München, gefährdete das Team noch den dritten Platz, der erst am letzten Spieltag gesichert werden konnte.
Mit einem nahezu unveränderten Team ging der 1. FFC Turbine in die Saison 2008/09. Mit Viola Odebrecht kehrte ein Eigengewächs nach Potsdam zurück. Nach einer verkorksten Gruppenphase gewann das Team am 24. Januar 2009 in Magdeburg zum vierten Mal den DFB-Hallenpokal. Im Pokalwettbewerb erreichten die Turbinen nach drei Jahren wieder das Finale, welches zum vorerst letzten Mal im Berliner Olympiastadion ausgetragen wurde. Trotz einer couragierten Leistung ging das Team von Bernd Schröder mit einer 0:7-Niederlage vom Platz und musste die höchste Endspielniederlage in der Geschichte des DFB-Pokals hinnehmen.
siehe Spieldaten des Pokalfinals 2009
Besser lief es in der Bundesliga. Am letzten Spieltag sicherte sich das Team in einem „Herzschlagfinale“ durch einen 3:0-Heimsieg gegen den VfL Wolfsburg den dritten gesamtdeutschen Meistertitel. Der punktgleiche, aber um ein Tor schlechtere Konkurrent FC Bayern München kam nicht über ein 3:0 gegen den bereits als Absteiger feststehenden TSV Crailsheim hinaus. Fünf Minuten lang mussten die „Turbinen“ nach dem Abpfiff noch warten, da das Spiel in Crailsheim noch nicht beendet war.
Bereits vor dem Saisonende präsentierte der Verein mit Fatmire Bajramaj vom FCR 2001 Duisburg einen spektakulären Neuzugang zur Saison 2009/10, und ergänzte den Kader mit Talenten wie Nadine Keßler. Punktgleich mit Duisburg ging das Team in die Winterpause, in der zum dritten Mal in Folge der Hallenpokal gewonnen wurde. Am vorletzten Bundesligaspieltag sicherten sich die „Turbinen“ durch einen 1:0-Sieg gegen den SC 07 Bad Neuenahr auch die Meisterschaft.
Ebenfalls erfolgreich war die Schröder-Elf in der erstmals ausgetragenen UEFA Women’s Champions League, die den UEFA Women’s Cup ablöste. Im Finale traf das Team im spanischen Getafe auf Olympique Lyon. Nach torlosen 120 Minuten fiel die Entscheidung im Elfmeterschießen. Nachdem Jennifer Zietz und Anja Mittag gescheitert waren, schien eine Vorentscheidung gefallen. Doch dann hielt Potsdams Torhüterin Anna Felicitas Sarholz zwei Elfmeter der Französinnen und brachte ihr Team wieder ins Spiel. Schließlich traf Lyons Thomis nur die Latte, und Potsdam wurde erster Gewinner der Champions League.
siehe Spieldaten des UEFA-Women’s-Champions-League-Finals 2010
Die Spielzeit 2010/11 brachte die dritte Meisterschaft in Folge. Die Entscheidung fiel dieses Mal am letzten Spieltag, als Turbine die SG Essen-Schönebeck mit 3:0 vor 7.000 Zuschauern besiegte. Bereits nach vier Minuten führte das Heimteam durch Treffer von Viola Odebrecht und Anja Mittag mit 2:0. Der 8:2-Sieg des wiedererstarkten Konkurrenten 1. FFC Frankfurt über Bayern München war wertlos, da Potsdam in der Endabrechnung einen Punkt mehr geholt hatte. Frankfurt revanchierte sich im Pokalfinale, welches die Hessinnen mit 2:1 für sich entscheiden konnten. In der Champions League erreichten die Potsdamerinnen 2011 erneut das Finale, wo sie sich aber Olympique Lyon mit 0:2 geschlagen geben mussten.
siehe Spieldaten des Pokalfinals 2011,
Spieldaten des UEFA-Women’s-Champions-League-Finals 2011
Vor Beginn der Saison 2011/12 musste Potsdam den Wechsel von Nationalspielerin Fatmire Bajramaj zum 1. FFC Frankfurt verkraften. Dennoch konnte sich das Team am letzten Spieltag mit einem 8:0-Sieg über den 1. FC Lokomotive Leipzig die vierte Meisterschaft in Folge sichern. Dies war zuvor noch keinem Team seit Gründung der Bundesliga gelungen. Neuzugang Genoveva Añonma sicherte sich mit 22 Toren die Torjägerinkanone.

### 2012–2022: Zwei Pokalfinals und Ende der Ära Schröder
Zur Saison 2012/13 verlor Turbine mit Babett Peter, Bianca Schmidt und Viola Odebrecht erneut drei Nationalspielerinnen. Dennoch spielte das Team lange Zeit um die Meisterschaft mit, ehe Niederlagen in München, Essen und Frankfurt das Team zurückwarfen. Durch einen 2:0-Sieg beim FSV Gütersloh 2009 und der gleichzeitigen 1:2-Heimniederlage des 1. FFC Frankfurt gegen Bayern München gelang die erneute Champions-League-Qualifikation. Yūki Nagasato wurde mit 18 Toren Torschützenkönigin. Das DFB-Pokalfinale verloren die Turbinen gegen den VfL Wolfsburg mit 2:3.
siehe Spieldaten des Pokalfinals 2013
Auch in der folgenden Spielzeit spielte das Team lange Zeit um den Titel mit, brach aber in der Endphase der Saison ein. Nach einer 1:2-Niederlage beim 1. FFC Frankfurt am vorletzten Spieltag stand der dritte Platz fest. In der Champions League setzten sich die Turbinen im Achtelfinale überraschend gegen Olympique Lyon durch und scheiterten erst im Halbfinale am VfL Wolfsburg.
Ähnlich verlief die Saison 2014/15, in der die Turbinen Vierte wurden. Erneut zog das Team ins DFB-Pokalfinale ein und unterlag dem VfL Wolfsburg deutlich mit 0:3. Bernd Schröder kündigte für die nächste Saison seinen Abschied aus dem Verein an.
siehe Spieldaten des Pokalfinals 2015
In der Saison 2015/16 fehlten dem 1. FFC eine Spielmacherin und Ideengeberin im Mittelfeld. Potsdam kam nicht über den sechsten Tabellenplatz hinaus und schloss die Saison als Tabellensiebter ab. Dies war die schlechteste Platzierung des Teams in der Ära von Bernd Schröder, der nach 45 Dienstjahren bei und für Turbine als Trainer, Manager und Vorstand im Alter von 73 Jahren in den Ruhestand ging. Auf die Trainerposition rückte Co-Trainer Matthias Rudolph nach. Rudolph führte das Team wieder in obere Tabellenregionen.
In der Saison 2016/17 sicherten sich die Potsdamerinnen überraschend vorzeitig die Herbstmeisterschaft, ließen aber gegen Ende der Saison nach und wurden Dritter. Ein Jahr später erreichte das Team Platz vier und kam im DFB-Pokal bis ins Halbfinale. Am Ende der Saison 2019/20 trennte sich der Verein von Trainer Matthias Rudolph, da der Verein mit einem hauptamtlichen Trainer in die neue Saison gehen wollte. Sein Nachfolger wurde Sofian Chahed, der Turbine in das DFB-Pokalfinale 2022 führte, welches mit 0:4 gegen den VfL Wolfsburg verloren wurde. Kurze Zeit später trennte sich der Verein von Chahed und verpflichtete Sebastian Middeke als Nachfolger.

### Seit 2022: Gegenwart
Nach nur einem Punkt aus den ersten sechs Saisonspielen belegten die Potsdamerinnen Ende Oktober 2022 den letzten Tabellenplatz der Bundesliga. Daraufhin trennte sich der Verein von Middeke. Dirk Heinrichs übernahm interimistisch den Posten. Ihm folgte der langjährige Trainer der B-Juniorinnen Sven Weigang noch im selben Monat nach, bat aber bereits Anfang Februar 2023 um Auflösung seines Vertrages. Ende Februar 2023 wurde Marco Gebhardt als neuer Trainer vorgestellt. Nach einer 1:5-Niederlage gegen Bayer Leverkusen am 13. Mai 2023 stand der erstmalige Abstieg nach 29 Jahren Bundesliga-Zugehörigkeit in die Zweite Bundesliga fest. Turbine verlor die ersten drei Spiele der Zweitligasaison 2023/24, ohne ein Tor zu schießen und fand sich auf dem vorletzten Platz wieder. Danach gelangen aber sieben Siege in Folge ohne Gegentor und die Aufholjagd zu den Aufstiegsplätzen war geschafft. Am letzten Spieltag sicherte sich die Mannschaft die Meisterschaft und den direkten Wiederaufstieg.
Am 6. Oktober 2024 trennte sich der Verein nach schwachem Start in die Saison 2024/25 von Marco Gebhardt und Dirk Heinrich. Als Nachfolger wurde der Österreicher Kurt Russ verpflichtet. Doch auch Russ konnte den vorzeitigen direkten Wiederabstieg als abgeschlagener Tabellenletzter nicht verhindern. Im Saisonverlauf konnten die Turbinen lediglich bei RB Leipzig punkten.

## Erfolge
| UEFA-Women’s-Cup-/Champions-League-Sieger: 2 - 2005, 2010 Deutscher Meister: 6 - 2004, 2006, 2009, 2010, 2011, 2012 Deutscher Pokalsieger: 3 - 2004, 2005, 2006 | DDR-Meister: 6 - 1981, 1982, 1983, 1985, 1986, 1989 DFB-Hallenpokalsieger: 7 - 2004, 2005, 2008, 2009, 2010, 2013, 2014 Deutscher Meister der B-Juniorinnen: 11 - 2000, 2003, 2004, 2005, 2006, 2008, 2009, 2010, 2011, 2015, 2016 |

Außerdem stellte der 1. FFC Turbine im Jahre 2011 mit Fatmire Bajramaj die Fußballerin des Jahres. Conny Pohlers war in den Spielzeiten 2001/02 (27 Tore) und 2005/06 (36 Tore) die Torschützenkönigin der Bundesliga. Diesen Titel gewannen auch Genoveva Añonma in der Saison 2011/12 (22 Tore) und Yūki Nagasato ein Jahr später mit 18 Toren.
In der Ewigen Tabelle der Bundesliga belegt der Verein nach der Saison 2021/22 den zweiten Platz. Von insgesamt 604 Spielen gewannen die „Turbinen“ 377 und verloren 137 Spiele bei 90 Unentschieden. Das Torverhältnis beträgt 1582:759. Darüber hinaus wurden Anja Mittag (2005) und Babett Peter (2007) mit der Fritz-Walter-Medaille in Gold ausgezeichnet. Bianca Schmidt erhielt 2007 die Fritz-Walter-Medaille in Bronze.
In den Jahren 2002, 2003, 2004, 2005, 2008, 2009, 2010, 2011 und 2013 wurde der 1. FFC Turbine als Brandenburgs Mannschaft des Jahres ausgezeichnet.

## Vereinsstruktur
Der 1. FFC Turbine Potsdam ist ein eingetragener Verein. Zurzeit hat der Verein 350 Mitglieder. Die prominentesten Mitglieder sind der ehemalige DFB-Präsident Theo Zwanziger sowie der frühere brandenburgische Ministerpräsident Matthias Platzeck. Seit der ersten gesamtdeutschen Meisterschaft im Jahre 2004 hat sich die Mitgliederzahl fast verdoppelt und gegenüber 2003 mehr als verdreifacht.

### Organe
Der jetzige Vorstand wurde am 5. Juli 2024 gewählt, er besteht aus dem Präsidenten, Karsten Ritter-Lang und der Vizepräsidentin Ulrike Häfner und dem Vizepräsidenten Uwe Reher. Schatzmeister ist Uwe Dreyer, Beisitzer im Vorstand sind Gregor Kannenberg, Mathias Zube und Frank Elvers. Der Ex-Trainer des ersten Teams Bernd Schröder ist Ehrenpräsident, Geschäftsführer des Vereins ist Stephan Schmidt.
Neben dem Vorstand gibt es einen Verwaltungsrat, der ebenfalls auf drei Jahre gewählt wird. Die Verwaltungsratsmitglieder sind ehrenamtlich tätig. Der Verwaltungsrat besteht zurzeit aus Stephan Geisler, Julian Marckhoff, Burkhard Exner, Stefan Blumenthal, Detlef Ciessow, Dietmar Kannenberg und Sebastian Meinel.

### Vereinsfarben und Wappen

Logos der Vorgängervereine BSG und SSV Turbine Potsdam

Die Vereinsfarben sind Blau und Weiß. Bei Heimspielen tritt das Team in komplett blauer Kleidung an. Auswärts wird eine komplett rote Garnitur verwendet. Als Ausweichgarnitur steht ein komplett schwarzer Trikotsatz zur Verfügung.
Das kreisrunde Vereinswappen hat auf der äußeren Seite einen dunkelblauen Ring, auf dem oben und unten der Vereinsname zu lesen ist. Auf der linken und rechten Seite befinden sich jeweils drei Sterne, die keine besondere Bedeutung haben. Innerhalb des Ringes ist auf der linken Seite der brandenburgischen Adler in rot auf weißem Grund und oben rechts einen Fußball, der zeigt, dass es sich um einen Fußballverein handelt, abgebildet. Unten rechts sind mit „TP“ die Initialen des Vereins abgebildet.

### Sponsoren und Partner
Haupt- und Trikotsponsorin ist seit der Saison 2013/14 die AOK Nordost. Daneben gibt es einige sogenannte „Exklusivpartner“. Hierzu gehören die Stadtwerke Potsdam mit ihrem Geschäftsbereich Energie und Wasser (EWP), Lotto Brandenburg, die Mittelbrandenburgische Sparkasse und so bekannte Firmen wie Katjes und seit der Saison 2012/2013 SAP. Ausrüster ist der Textilhersteller JAKO, „Mobilitätspartner“ sind Regiobus Potsdam-Mittelmark und ein lokaler Autohändler. Medienpartner sind die Märkische Allgemeine Zeitung, der Fernsehsender Hauptstadt.TV und der lokale Radiosender BHeins. Darüber hinaus gibt es noch mehrere Kleinsponsoren und einen Förderkreis.

### Medien
Zu jedem Heimspiel erscheint das Stadionheft „Die Turbine“ mit einer Auflage von 800 bis 1.000 Exemplaren. Außerdem erscheint zu Saisonbeginn das 150 Seiten starke „Turbine-Saisonheft“. Die Geschäftsstelle des Vereins befindet sich am ehemaligen Luftschiffhafen Potsdam. Am 15. Februar 2009 startete der 1. FFC Turbine als erster Verein der Frauen-Bundesliga unter dem Namen „Turbine-TV“ einen eigenen Podcast samt YouTube-Kanal. Außerdem wird zu jedem Spiel vom beheimateten Internetradio Babelsberg-Hitradio.de ein Live-Spielbericht gesendet.

## Spielerinnen und Trainer

### Kader Saison 2024/25
Stand: 21. Juli 2025
| 01 | Silia Plöchinger    | Schweiz     |
| 29 | Lesley Lergenmüller | Deutschland |
|    | Maja Poulsen        | Danemark    |

| 02 | Lucia Stritzke    | Deutschland |
| 06 | Mia Schmid        | Schweiz     |
| 13 | Marike Dommasch   | Deutschland |
| 25 | Merle Kirschstein | Deutschland |
| 31 | Emilie Bernhardt  | Deutschland |

| 09 | Rebecca Lins      | Osterreich         |
| 11 | Alina Gnädig      | Deutschland        |
| 20 | Bianca Schmidt    | Deutschland        |
| 24 | Caroline Krawczyk | Deutschland        |
|    | Barrett Eidson    | Vereinigte Staaten |

| 08 | Rana Okuma           | Japan       |
| 10 | Adrijana Mori        | Slowenien   |
| 17 | Amani Mahmoud        | Deutschland |
| 19 | Lineth Cedeño        | Panama      |
| 22 | Thalia Dias de Souza | Brasilien   |
| 38 | Laura Lindner        | Deutschland |

Trainer:
- Kurt Russ (Cheftrainer)
- vakant (Co-Trainer)
- Tony Heine (Athletiktrainer)
- Kay Hanysek (Torwarttrainer)

### Wechsel der Saison 2025/26
| Zugänge | Abgänge |
| --- | --- |
| - Amani Mahmoud (Werder Bremen) - Lineth Cedeño (Chorrillo FC) - Barrett Eidson (Cork City) - Alina Gnädig (zweite Mannschaft) - Merle Kirschstein (Hamburger SV) - Rebecca Lins (FC Dornbirn 1913) - Rana Okuma (CP Cacereño Femenino) - Maja Poulsen (Harvard Crimson) - Lucia Stritzke (zweite Mannschaft) - Annika Wohner (North Carolina State Wolfpack) | - Maria Almasri (unbekannt) - Jennifer Cramer (Hertha BSC) - Vanessa Fischer (Werder Bremen) - Alisa Grincenco (FC Viktoria Berlin) - Suya Haering (FC Carl Zeiss Jena) - Maya Hahn (FC Viktoria Berlin) - Karin Heisen (unbekannt) - Sara Itō (Borussia Dortmund) - Irena Kusnezow (unbekannt) - Emily Lemke (South Florida Bulls) - Valentina Limani (Eintracht Frankfurt II) - Flavia Lüscher (SCR Altach) - Shahar Nakav (unbekannt) - Luca Scheel (SCR Altach) - Kim Schneider (SC Sand) - Viktoria Schwalm (Hamburger SV) - Noa Selimhodzic (unbekannt) - Ena Taslidža (unbekannt) - Lina Vianden (unbekannt) |

### Persönlichkeiten
Die folgenden ehemaligen Spielerinnen absolvierten während ihrer Zeit beim 1. FFC Turbine Potsdam Länderspiele für das deutsche Fußballnationalteam:
- Nadine Angerer
- Fatmire Bajramaj
- Inken Becher
- Pauline Bremer
- Britta Carlson
- Selina Cerci
- Johanna Elsig
- Sonja Fuss
- Josephine Henning
- Ariane Hingst
- Svenja Huth
- Tabea Kemme
- Isabel Kerschowski
- Nadine Keßler
- Anja Mittag
- Viola Odebrecht
- Navina Omilade
- Babett Peter
- Conny Pohlers
- Felicitas Rauch
- Jana Schadrack
- Lisa Schmitz
- Karolin Thomas
- Petra Wimbersky
- Jennifer Zietz

Peggy Kuznik und Carolin Schiewe wurden im Jahre 2004 mit dem deutschen U-19-Nationalteam Weltmeister. Sechs Jahre später wurden Desirée Schumann, Marie-Louise Bagehorn und Jessica Wich mit der U-20-Auswahl Weltmeister. Champions-League-Siegerin mit Turbine wurde Stefanie Draws. 
Darüber hinaus stellte der Verein zahlreiche ausländische Nationalspielerinnen:
- Sara Agrež
- Eseosa Aigbogun
- Nataša Andonova
- Genoveva Añonma
- Amber Barrett
- Klára Cahynová
- Cristiane
- Lisa Evans
- Marina Georgieva
- Antonia Göransson
- Guðbjörg Gunnarsdóttir
- Ada Hegerberg
- Marie-Therese Höbinger
- Karen Holmgaard
- Sara Holmgaard
- Amanda Ilestedt
- Heleen Jaques
- Leni Larsen Kaurin
- Elise Kellond-Knight
- Rahel Kiwic
- Lidija Kuliš
- Kathrin Lehmann
- Agnieszka Leonowicz
- Maria Makowska
- Ilaria Mauro
- Zala Meršnik
- Małgorzata Mesjasz
- Maren Mjelde
- Asano Nagasato
- Yūki Nagasato
- Sonia O’Neill
- Maria Plattner
- Lara Prašnikar
- Chantal de Ridder
- Essi Sainio
- Karoline Smidt Nielsen
- Noa Selimhodzic
- Gaëlle Thalmann
- Margrét Lára Viðarsdóttir
- Lia Wälti
- Wang Fei
- Martyna Wiankowska
- Sarah Zadrazil
- Onyinyechi Zogg

## Weitere Teams

### Zweites Team
Siehe auch: Saisonbilanzen des zweiten Teams
Im Jahre 1996 schaffte das zweite Team den Aufstieg in die Regionalliga Nordost. Größter Erfolg in dieser Liga war die Vizemeisterschaft 2003. Außerdem wurde das Team dreimal Dritter (2000, 2002, 2004). 2004 qualifizierte sich das Team für die neu gegründete 2. Bundesliga. Dabei wurden die Potsdamerinnen 2012 und 2014 jeweils Meister der Nordgruppe. In der Saison 2017/18 qualifizierte sich das Team als Tabellenvierter für die eingleisige 2. Bundesliga. Wegen der COVID-19-Pandemie wurde die 2. Bundesliga zur Saison 2020/21 wieder geteilt und die Potsdamerinnen mussten am Saisonende in die Regionalliga Nordost absteigen.
Potsdam II nahm bisher siebenmal am DFB-Pokal teil. Zweimal erreichte das Team dabei das Achtelfinale. 1999 erreichte das Team kampflos die Runde der letzten 16 und verlor dann mit 0:6 gegen den WSV Wolfsburg. 2005 schaltete das Team den Bundesligisten Hamburger SV nach Elfmeterschießen aus und sorgte damit für eine Überraschung. Im Achtelfinale verlor das Team gegen den VfL Wolfsburg knapp mit 2:3. 1997 und 2000 kam es im Pokal zu vereinsinternen Duellen mit dem ersten Team. Beide Vergleiche konnte das erste Team gewinnen. Seit 2005 dürfen nach einer Regeländerung keine zweiten Teams mehr am DFB-Pokal teilnehmen.

### Drittes Team
Das dritte Team spielt in der Brandenburgliga, der vierthöchsten Spielklasse. Zwischen 2005 und 2007 spielte das dritte Team in der drittklassigen Regionalliga Nordost. Durch vereinsinterne Umstrukturierungen wurde das Team aus der Liga zurückgezogen.

## Mädchenteams
| Team                                  | Liga                                 |
| ------------------------------------- | ------------------------------------ |
| U-17 I                                | B-Juniorinnen Bundesliga             |
| U-17 II                               | B-Juniorinnen Landesliga             |
| U-15 I                                | C-Junioren Kreisliga Havelland-Mitte |
| U-15 II                               | C-Juniorinnen Landesliga             |
| U-13                                  | D-Juniorinnen Landesliga Süd-West    |
| blau unterlegt: Teams in Jungenligen. |                                      |

In der Saison 2008/09 stellte der 1. FFC Turbine sieben Teams im Nachwuchsbereich, von denen fünf im regulären Ligenspielbetrieb antraten. Insgesamt spielen über 100 Mädchen in den sieben Teams. Nachwuchskoordinator ist Matthias Morack. Seit 2007 steht mit Andrée Recker ein Pädagoge als Ansprechpartner den Spielerinnen zur Verfügung. Der Nachwuchsbereich teilt sich in einen Leistungsbereich (U-17 und U-15) und einen Breitensportbereich (alle jüngeren Jahrgänge) auf. Alle Spielerinnen des Leistungsbereichs besuchen die Sportschule „Friedrich Ludwig Jahn“ in Potsdam.
Einen ungewöhnlichen Weg geht seit 2004 das erste U-17-Team, das ausschließlich gegen Jungenteams antritt. Zunächst spielte das Team in der C-Junioren-Kreisliga Havelland-Mitte. In den ersten drei Spielzeiten wurde das Team jedes Mal Vizemeister und konnte die männliche Konkurrenz teilweise zweistellig besiegen. Von 2007 bis 2012 spielte das Team nach dem Aufstieg in der C-Junioren-Landesklasse, der zweithöchsten Spielklasse in Brandenburg.
Gleichzeitig nahm das erste U-15-Team einen Platz in der C-Junioren-Kreisliga ein. Die zweiten U-17- und U-15-Teams sowie die U-13 treten in der jeweils höchsten Spielklasse gegen gleichaltrige Mädchenteams an. Darüber hinaus gibt es noch ein U-11- und ein U-9-Team, das an verschiedenen Turnieren teilnimmt. 2008 und 2011 gewannen die B-Juniorinnen des 1. FFC Turbine das Gütersloher Hallenmasters, die inoffizielle deutsche Hallenmeisterschaft.

## Rivalitäten

### 1. FFC Frankfurt
Erzrivale des 1. FFC Turbine Potsdam war der 1. FFC Frankfurt, der 1998 aus der SG Praunheim hervorgegangen war. Obwohl bereits seit mehreren Jahren Konkurrent in der Bundesliga, entwickelte sich die Rivalität erst Anfang des 21. Jahrhunderts, als aus Sicht der Frankfurter mit Potsdam ein ernstzunehmender Kontrahent um die Meisterschaft entstanden war.
Die höchste Niederlage von Turbine gegen den Rivalen aus Frankfurt am Main resultiert aus dem ersten Vergleich beider Teams überhaupt. Dabei verloren die Potsdamerinnen am 5. Oktober 1997 bei der SG Praunheim mit 1:7. Obwohl sich der 1. FFC Frankfurt in den Folgejahren zum Serienmeister und Rekord-Pokalsieger etablierte, konnten die Brandenburgerinnen – ab 2001 härtester Rivale um die Meisterschaft – den Abstand sukzessive verringern und sich in der Saison 2002/03 erstmals auf Augenhöhe positionieren. Am letzten Spieltag verpasste Turbine Potsdam vor eigenem Publikum und im direkten Duell mit Frankfurt nur unglücklich seinen ersten Meistertitel, als der notwendige Siegtreffer wegen angeblichen Abseits nicht gegeben wurde. 2004 nahmen die Turbinen erfolgreich Revanche. Der 7:2-Sieg in Frankfurt bedeutete für das Team von Bernd Schröder die erste gesamtdeutsche Meisterschaft und gleichzeitig ihren bis dato höchsten Sieg gegen den entthronten Meister. Bereits zwei Wochen zuvor hatte Turbine ebenfalls gegen Frankfurt im Finale des DFB-Pokals triumphiert und mit einem ungefährdeten 3:0-Sieg eine fünfjährige Siegesserie der Hessinnen beendet.
Auch in den nachfolgenden Spielzeiten waren die Duelle mit dem 1. FFC Frankfurt oftmals richtungsweisend für den Gewinn von Meisterschaft und Pokalwettbewerb. So gingen auch 2005 bis einschließlich 2012 sämtliche Meistertitel nach Frankfurt oder Potsdam. Auch bei ihren weiteren siegreichen Auftritten im DFB-Pokalfinale 2005 und 2006 mussten sich die Potsdamerinnen jeweils der Gegenwehr ihres Frankfurter Dauerrivalen erwehren, der wiederum in den Wettbewerben 2008 (Viertelfinale) und 2011 (Finale) die Oberhand behalten konnte. Zudem standen sich beide Teams im Finale des UEFA Women’s Cup 2005/06 gegenüber, in dem sich Turbine Potsdam sowohl im Hin- als auch im Rückspiel geschlagen geben musste. Am Ende der Saison 2010/2011 trennten den alten und neuen Meister aus Potsdam nur einen Punkt vom Verfolger aus Frankfurt.

### FCR 2001 Duisburg
Eine weitere Rivalität bestand mit dem FCR 2001 Duisburg, der bereits einige Jahre vor Turbine Potsdam dem Kreis der Meisterschaftsfavoriten angehörte. Der Titelträger von 2000 komplettierte in den Jahren 2001 bis 2011 bis auf zwei Ausnahmen jeweils das Podium neben Potsdam und Frankfurt. Obwohl die Duisburgerinnen in dieser Zeit keinen weiteren Meistertitel mehr erringen konnten, gelang ihnen von 2005 bis 2010 jeweils eine Platzierung vor einem der beiden anderen Teams, dabei 2007 und 2008 vor Potsdam. Der FCR Duisburg war auch im DFB-Pokal – abgesehen vom FFC Frankfurt – das einzige Team, gegen das Turbine Potsdam in den letzten Jahren Niederlagen zu verzeichnen hatte. So mussten die Brandenburgerinnen sowohl 2007 als auch 2009 und 2010 gegen das Team aus dem Ruhrgebiet die Segel streichen. In der Champions League konnte sich Turbine gegen den FCR Duisburg bislang schadlos halten, als dieser 2010 und 2011 jeweils im Kampf um den Finaleinzug bezwungen wurde.

## Umfeld

### Stadion

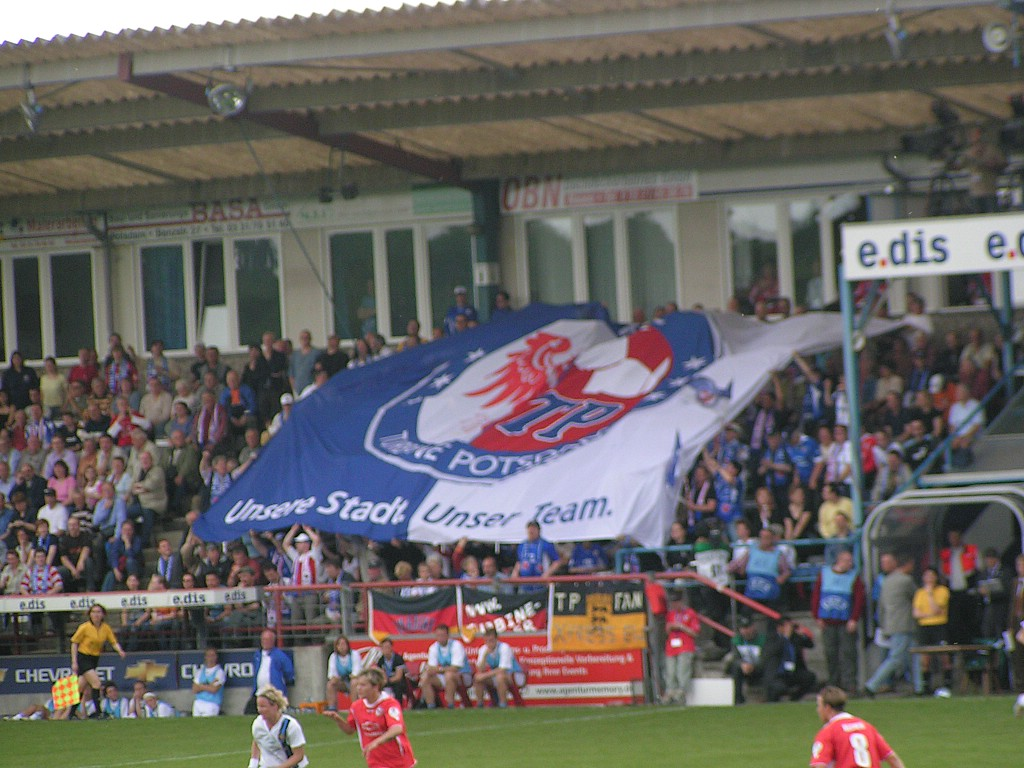
Turbine-Fahne im Karl-Liebknecht-Stadion

Der 1. FFC Turbine Potsdam trägt seine Heimspiele im Karl-Liebknecht-Stadion in Potsdam-Babelsberg aus. Der Verein teilt sich das Stadion mit dem Männer-Regionalligisten SV Babelsberg 03. Das von den Fans „Karli“ genannte Stadion hat eine Kapazität von 10.787 Plätzen, davon 1.472 größtenteils überdachte Sitzplätze. Das Stadion verfügt über in Deutschland einzigartige einklappbare Flutlichtmasten.
Im Herbst 2006 sorgte ein zugezogener Anwohner des Stadions für ein Verbot von „Lärminstrumenten“ wie Trommeln und Trompeten. Dieses Verbot wurde Anfang März 2007 unter der Auflage, dass diese Instrumente nur noch auf der Gegentribüne verwendet werden, wieder aufgehoben.
Das zweite und dritte Team spielen im Stadion des Sportforums Waldstadt (Lage) im Stadtteil Waldstadt I. Dieses Stadion hat eine Kapazität von etwa 2.000 Plätzen.

### Fans
Der 1. FFC Turbine Potsdam hat mit den „Turbine-Adlern“ (gegründet am 4. Dezember 2004) und dem „Turbinefans e. V.“ (gegründet am 14. August 2008) zwei Fanclubs. Die Turbine-Fans gelten als besonders reisefreudig und pflegten eine Fanfreundschaft mit den Fans des FFC Heike Rheine. Trotz einer gewissen sportlichen Rivalität besteht ein freundschaftliches Verhältnis mit den Fans des FCR 2001 Duisburg.
Seit der Saison 2006/07 wird die Trikotnummer 12 nicht mehr vergeben. Mit einer symbolischen Trikotübergabe der damaligen Mannschaftskapitänin Ariane Hingst an die Fans bedankte sich der Verein und das Team für die lautstarke Unterstützung bei den Spielen.
Der Verein hielt lange Zeit den Rekord für das bestbesuchte Spiel aller Zeiten in der Frauen-Bundesliga. Am 15. Juni 2003 sahen 7.900 Zuschauende die Partie gegen den 1. FFC Frankfurt. Die höchste Zuschauerzahl des Vereins überhaupt wurde am 21. Mai 2005 erzielt, als 8.677 Zuschauende das UEFA-Women’s-Cup-Finalrückspiel gegen Djurgårdens IF/Älvsjö sahen.

### Nachwuchsarbeit

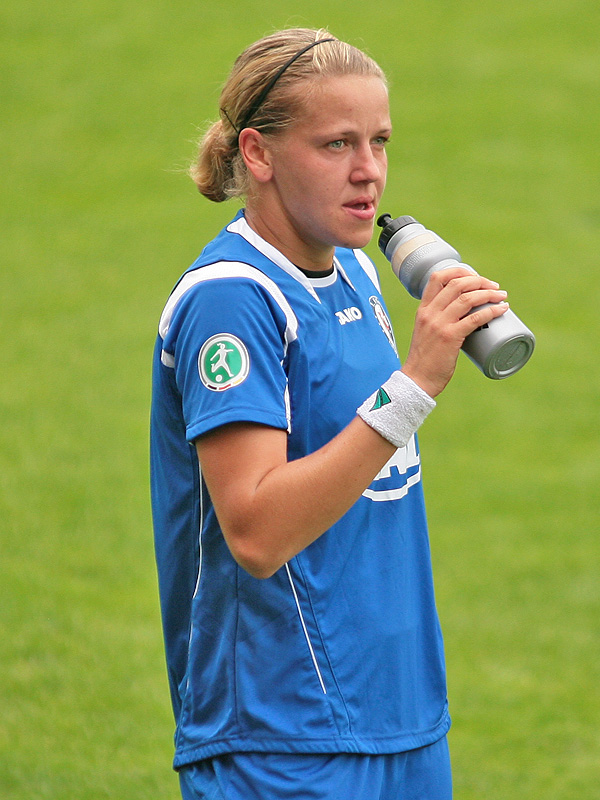
Viola Odebrecht schaffte als eine der ersten Sportschülerinnen den Sprung in das erste Team.

Seit 1996 kooperiert der 1. FFC Turbine mit der Sportschule Potsdam „Friedrich Ludwig Jahn“. Damals war Frauenfußball noch eine wenig beachtete Sportart, und für den männlichen Nachwuchs gab es im Land Brandenburg nur in Cottbus eine vergleichbare Einrichtung. Jedes Jahr wird eine Eingangsschulklasse aus maximal zwölf talentierten Nachwuchsspielerinnen eingerichtet. Die Schülerinnen absolvieren neben der schulischen Ausbildung bis zu neun Trainingseinheiten pro Woche. Spielerinnen, die von außerhalb der Region Potsdam kommen, werden in einem Internat untergebracht.
Im Mai 1997 verliehen der Deutsche Sportbund und das Nationale Olympische Komitee der bisher sportbetonten Gesamtschule den Titel „Eliteschule des Sports“. Damit wurden die Aufnahmekriterien verfeinert. Neben dem sportlichen Talent spielen nun auch schulische Leistungen eine Rolle. Das Sichtungssystem der Schule gilt als vorbildlich. Beim brandenburgischen Verband wird eine Liste mit allen Spielerinnen, die in Jungenteams spielen, erstellt. Diese Spielerinnen werden zu Sichtungsterminen eingeladen. Im nächsten Schritt werden die Kandidatinnen mit ihren Eltern in die Schule eingeladen, wo mit Hilfe von Psychologinnen und Medizinerinnen untersucht wird, ob die Mädchen der Doppelbelastung gewachsen sind. Ist diese Hürde genommen, folgt ein Trainingslager, wo sich entscheidet, wer letztendlich aufgenommen wird. Die Kosten für die Unterbringung im Internat trägt das Land Brandenburg, die Eltern der Mädchen leisten die Kosten für Verpflegung.
Die ersten Erfolge gab es im Jahre 2000, als die B-Jugend die erstmals ausgespielte deutsche Meisterschaft gewinnen konnte. Fast alle Spielerinnen des Teams gingen auf die Friedrich-Ludwig-Jahn-Sportschule. Viele von ihnen schafften in den nächsten Jahren den Sprung in das erste Team, einige sogar in das deutsche Nationalteam. Zu den bekanntesten Schülerinnen der Sportschule gehören Viola Odebrecht sowie aktuell die Nationalspielerin Babett Peter. Insgesamt sieben Mal konnte der Turbine-Nachwuchs bisher die deutsche Meisterschaft der B-Juniorinnen gewinnen. Am 20. Dezember 2006 verlieh der Deutsche Fußball-Bund der Schule die Auszeichnung „Eliteschule des Fußballs“.
Unter Federführung des Cheftrainers Bernd Schröder wurde im Jahre 2006 das Projekt „Team 2011“ ins Leben gerufen. Zu diesem Team gehören die derzeit zwölf talentiertesten Spielerinnen aus dem Turbine-Nachwuchs. Die 14 bis 17 Jahre alten Mädchen trainieren einmal in der Woche unter Bernd Schröder. Zudem werden die Spielerinnen finanziell, schulisch und beruflich unterstützt. Ziel des Teams 2011 ist es, die talentierten Mädchen an die Bundesliga und das Nationalteam heranzuführen. Die Jahreszahl 2011 bezieht sich symbolisch auf die in Deutschland stattfindende Weltmeisterschaft.
Die Erfolge der Nachwuchsarbeit zeigen sich in den Auswahlteams des DFB und des Fußball-Landesverbandes Brandenburg (FLB) nieder. Die Auswahlteams des FLB bestehen ausschließlich aus Spielerinnen des 1. FFC Turbine. In den Auswahlteams des DFB stellt Turbine einen Großteil der Spielerinnen. Sechs Spielerinnen aus Potsdam standen beispielsweise im Kader des U-19-Nationalteam für die Europameisterschaft 2007 in Island.

### Turbine Girls Camp
Der 1. FFC Turbine Potsdam ist seit 2005 an der Ausrichtung des „Turbine Girls Camp“ beteiligt, eines gemeinsamen Projektes mit der F. C. Flick Stiftung gegen Fremdenfeindlichkeit, Rassismus und Intoleranz. Im Jahr 2006 war das Camp ein deutsch-polnisches Mädchenfußballprojekt in Kooperation mit dem KS AZS Wrocław. 2007 wurde mit dem Verein 1. FC Lokomotive Leipzig zusammengearbeitet. Außerdem gibt es in den Ferien Fußballcamps, in denen junge Mädchen ihre fußballerischen Fähigkeiten unter Anleitung von Nachwuchstrainern verbessern können.

### Turbine-Hallencup
Zwischen 2013 und 2020 veranstaltete der 1. FFC Turbine Potsdam mit dem Turbine-Hallencup ein eigenes Hallenfußballturnier. Austragungsort war die MBS Arena Potsdam. Neben dem 1. FFC Turbine als Gastgeber nahmen Spitzenteams aus ganz Europa an diesem Turnier teil. Der 1. FFC Turbine Potsdam ist mit fünf Erfolgen Rekordsieger des Turniers.
| Jahr | Sieger                 | Zweiter                | Dritter                | Vierter          |
| ---- | ---------------------- | ---------------------- | ---------------------- | ---------------- |
| 2013 | Brøndby IF             | 1. FFC Turbine Potsdam | SV Neulengbach         | Glasgow City LFC |
| 2014 | 1. FFC Turbine Potsdam | Brøndby IF             | SV Neulengbach         | Glasgow City LFC |
| 2015 | 1. FFC Turbine Potsdam | Brøndby IF             | SV Neulengbach         | Sparta Prag      |
| 2016 | FSK St. Pölten         | Sparta Prag            | 1. FFC Turbine Potsdam | Glasgow City LFC |
| 2017 | 1. FFC Turbine Potsdam | Sporting Lissabon      | SKN St. Pölten         | Sparta Prag      |
| 2018 | 1. FFC Turbine Potsdam | Sporting Lissabon      | SKN St. Pölten         | Sparta Prag      |
| 2019 | Sparta Prag            | 1. FFC Turbine Potsdam | Czarni Sosnowiec       | MTK Budapest FC  |
| 2020 | 1. FFC Turbine Potsdam | SKN St. Pölten         | Sparta Prag            | Fortuna Hjørring |

## Statistiken

### Vereinsstatistik
Siege
- Die meisten Meisterschaftssiege in einer Saison: 20 in 22 Spielen (Saison 2003/04)
- Die wenigsten Meisterschaftssiege in einer Saison: 0 in 22 Spielen (Saison 2024/25)

Niederlagen
- Die meisten Meisterschaftsniederlagen in einer Saison: 21 in 22 Spielen (Saison 2024/25)
- Die wenigsten Saisonniederlagen in einer Saison: 1 in 22 Spielen (Saisons 2002/03, 2003/04, 2005/06 und 2009/10)

Tore
- Die meisten in einer Saison erzielten Tore: 115 in 22 Spielen (Saison 2005/06, Bundesligarekord)
- Die wenigsten in einer Saison erzielten Tore: 13 in 22 Spielen (Saison 2022/23)
- Die meisten in einer Saison kassierten Tore: 68 in 22 Spielen (Saison 2022/23)
- Die wenigsten in einer Saison kassierten Tore: 10 in 22 Spielen (Saison 2011/12)

Punkte
- Die meisten in einer Saison erzielten Meisterschaftspunkte: 61 (Saison 2003/04)
- Die wenigsten in einer Saison erzielten Meisterschaftspunkte: 8 (Saison 2022/23)

Rekordergebnisse
- Höchster Bundesligasieg: 16:0 (gegen den FSV Frankfurt, 2. April 2006)
- Höchster Pokalsieg: 16:0 (gegen den Berliner SV 92, 20. August 2000)
- Höchster Europapokalsieg: 12:1 (gegen den SV Neulengbach, 13. September 2005)
- Höchste Bundesliganiederlage: 0:11 (gegen den FC Rumeln-Kaldenhausen, 14. August 1994, und Grün-Weiß Brauweiler, 4. Dezember 1994)
- Höchste Pokalniederlage: 0:7 (gegen den FCR 2001 Duisburg, 30. Mai 2009)
- Höchste Europapokalniederlage: 0:4 (gegen den 1. FFC Frankfurt, 20. Mai 2006)
- Torreichstes Unentschieden: 5:5 (gegen Rot-Weiß Hillen, Saison 1995/96)

## Dokumentarfilm
- 1988 drehte der Dokumentarfilmer Ted Tetzke bei der DEFA den 15-minütigen Dokumentarfilm Frauen am Ball über die BSG Turbine Potsdam. Der Film enthält u. a. Interviewsequenzen mit Trainer Bernd Schröder und Spielerinnen.[44]